# Wienerfilharmonikernas nyårskonsert 1978
Wienerfilharmonikernas nyårskonsert 1978 räknas som den 38:e Nyårskonserten från Wien och ägde rum den 1 januari 1978 i Wiens Musikverein. Den dirigerades för 24:e gången gången av Willi Boskovsky. Det var den 20:e nyårskonserten vars 2:a del sändes på TV via Eurovision. Den sändes också för 13:e gången på Intervision, TV-föreningen för de tidigare socialistiska staterna.
Konserten 1978 uppmärksammade att det var 150 år sedan Franz Schubert (1797-1828) avled genom att spela ett av hans verk. Schubert blev den första kompositör att framföras som inte hade något med Straussfamiljen eller andra valskungar att göra. Wienervalsens grundare Joseph Lanner var representerad med ett verk för andra året i rad.

## Historia
Strikt räknat var det Wienerfilharmonikernas 33:e nyårskonsert, eftersom det inte var förrän 1946 som Josef Krips introducerade denna titel, som behölls 1947 och därefter. Dessutom var det den 39:e Årsskifteskonserten, då det vid årsskiftet 1939/40 gavs en Außerordentliches Konzert (extraordinär konsert) av Wienerfilharmonikerna, som dock ägde rum på nyårsafton 1939. Från 1941 dirigerades den av Clemens Krauss, med undantag för åren 1946 och 1947 då Krauss förbjöds att dirigera på grund av sin närhet till nazistregimen och ersattes av Josef Krips.
Efter Clemens Krauss död 1954 valdes Willi Boskovsky enhälligt av orkestermedlemmarna till positionen som permanent dirigent för nyårskonserten, som han dirigerade för första gången 1955 (och fram till 1979). Willi Boskovsky är ihågkommen för att han dirigerade stora delar av konserten (mestadels valserna), med violinstråken och fiolen vilande på höften (emellanåt låg den på ett litet bord bredvid dirigentpulten). Han använde ytterst sällan en taktpinne.
Enskilda musikstycken ackompanjerades av balettinspelningar. Medlemmar ur baletten i Wiener Staatsoper dansade och koreografin gjordes av Gerlinde Dill.
Den andra delen av nyårskonserten sändes på TV. Det var ett Eurovision-program för andra året gemensamt producerat av österrikiska ORF och Zweite Deutsches Fernsehen (ZDF). Genom ett samarbete 1966 med Intervision – en institution jämförbar med Eurovision i dåtidens socialistiska länder – sändes Wienerfilharmonikernas nyårskonsert till Bulgarien, Tjeckoslovakien, Polen, Östtyskland, Rumänien och Ungern. Förutom i Österrike sändes programmet i Belgien, Västtyskland, Frankrike, Storbritannien, Italien, Nederländerna, Sverige, Schweiz, Finland, Norge, Spanien, Danmark, Luxemburg, Portugal, Irland och Jugoslavien.
1973 började regelbundna TV-sändningar över hela världen, vilka har varit en integrerad del av nyårskonserterna sedan dess. Från början enbart den andra delen och från 1991 hela konserten. I andra icke-europeiska länder sändes denna konsert till Argentina, Chile, Costa Rica, Ecuador, Japan, Jordanien, Marocko, Mauritius, Sydafrika, Sydkorea, Taiwan, USA och Venezuela. Totalt sändes det i 35 stater.

## Program

### 1:a delen
1. Johann Strauss den yngre: Ouvertyr till operetten Der Zigeunerbaron
2. Josef Strauss: Sphärenklänge, Vals, op. 235
3. Josef Strauss: Künstler-Gruß, Polka française, op. 274
4. Josef Strauss: Eingesendet, Polka schnell, op. 240
5. Johann Strauss den yngre: Wiener Bonbons, Vals, op. 307

### 2:a delen
1. Franz Schubert: Ouvertüre in C-Dur ("i italiensk stil"), op. post. 170, D 591*
2. Joseph Lanner: Die Schönbrunner, Vals, op. 200
3. Johann Strauss den äldre: Sperl-Polka, op. 133*
4. Johann Strauss den yngre: 's gibt nur a Kaiserstadt, 's gibt nur a Wien, Polka, op. 291
5. Johann Strauss den yngre: Par force!, Polka schnell, op. 308*
6. Josef Strauss: Brennende Liebe, Polka mazur, op. 129
7. Johann Strauss den yngre: Éljen a Magyar!, Polka schnell, op. 332
8. Johann Strauss den yngre: Künstlerleben, Vals, op. 316
9. Johann Strauss den yngre: Unter Donner und Blitz, Polka schnell, op. 324

### Extranummer
1. Johann Strauss den yngre: Perpetuum mobile, Musikalischer Scherz, op. 257
2. Johann Strauss den yngre: An der schönen blauen Donau, Vals, op. 314
3. Johann Strauss den äldre: Radetzkymarsch, op. 228

Verkförteckningen och verkens ordning finns på Wienerfilharmonikernas webbplats.
Inga nya verk framfördes som inte tidigare ingått i programmet för en nyårskonsert.

## Weblänkar
- Programmet till nyårskonserten 1978 på wienerphilharmoniker.at